# Buriville
Buriville é uma comuna francesa na região administrativa de Grande Leste, no departamento de Meurthe-et-Moselle. Estende-se por uma área de 11,44 km². Em 2010 a comuna tinha 77 habitantes (densidade: 6,7 hab./km²).